# Egaenus convexus
Egaenus convexus is een hooiwagen uit de familie echte hooiwagens (Phalangiidae).